# Hussain Jabbar Zadegan
Hussain Jabbar Zadegan (in persiano حسین جبارزادگان‎; ... – 20 luglio 1997) è stato un cestista iraniano.

## Carriera
Con l'Iran ha partecipato ai Giochi olimpici di Londra 1948.